# Tragiscoschema holdhausi
Tragiscoschema holdhausi är en skalbaggsart som beskrevs av Itzinger 1934. Tragiscoschema holdhausi ingår i släktet Tragiscoschema och familjen långhorningar. Inga underarter finns listade i Catalogue of Life.